# 韦斯特曼纳
韦斯特曼纳是法罗群岛的市镇，位于斯特勒姆岛的西部。市镇内只有一个同名的村庄。2021年1月时人口数量为1,248人。
在连接沃格岛至斯特勒姆岛的克维维克的沃格隧道开通之前，它曾是一个轮渡港口。韦斯特曼纳以西的悬崖边是一个倍受欢迎的游船郊游的地方。

## 地理
韦斯特曼纳村四周环绕着4座山峰。

## 旅游
韦斯特曼纳经常被认为是法罗群岛的旅游村。主要的旅游景点为悬崖。2012年开放了一个可容纳120辆度假大篷车及帐篷的露营地。

## 图集

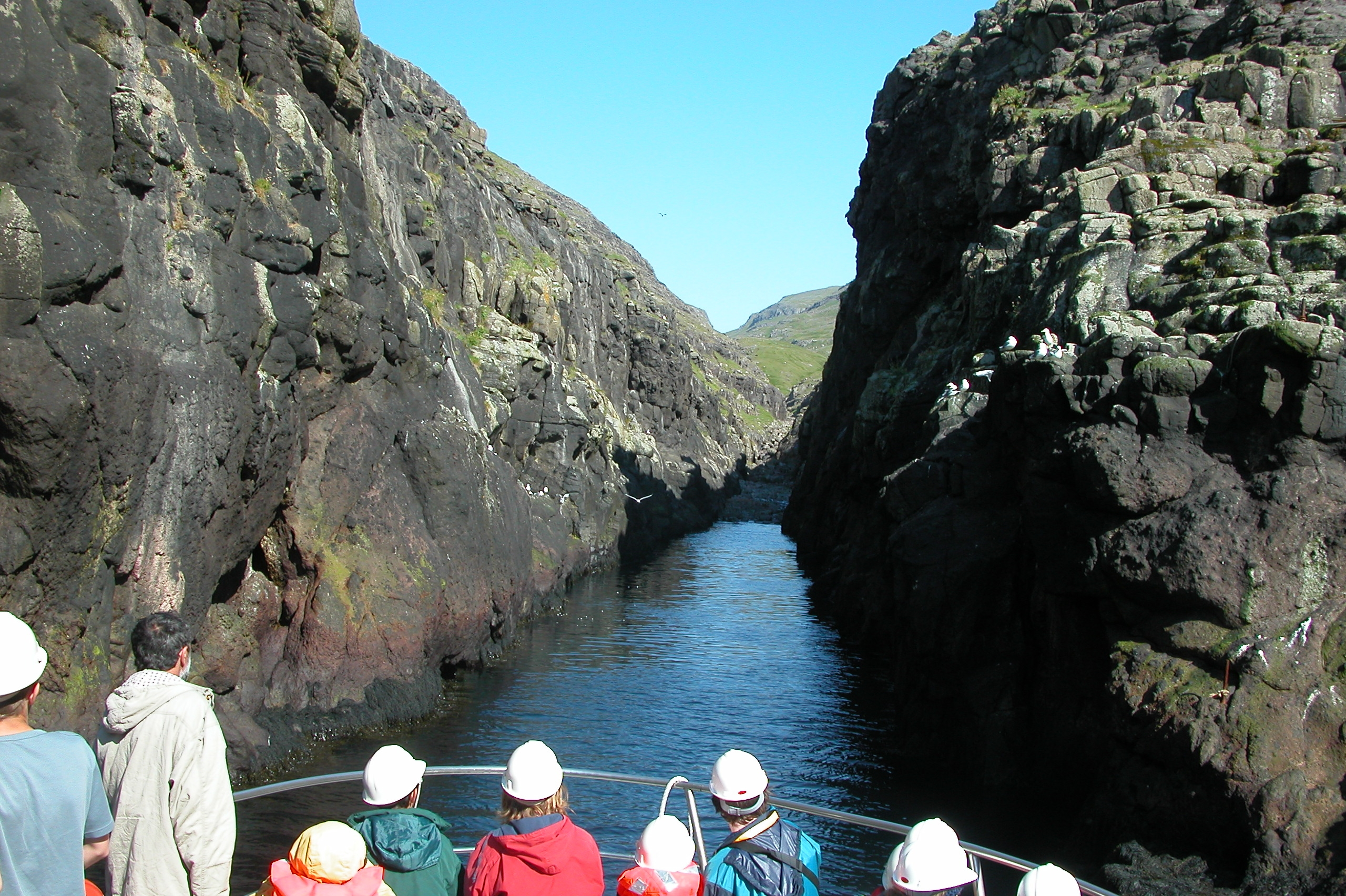
乘船前往韦斯特曼纳悬崖
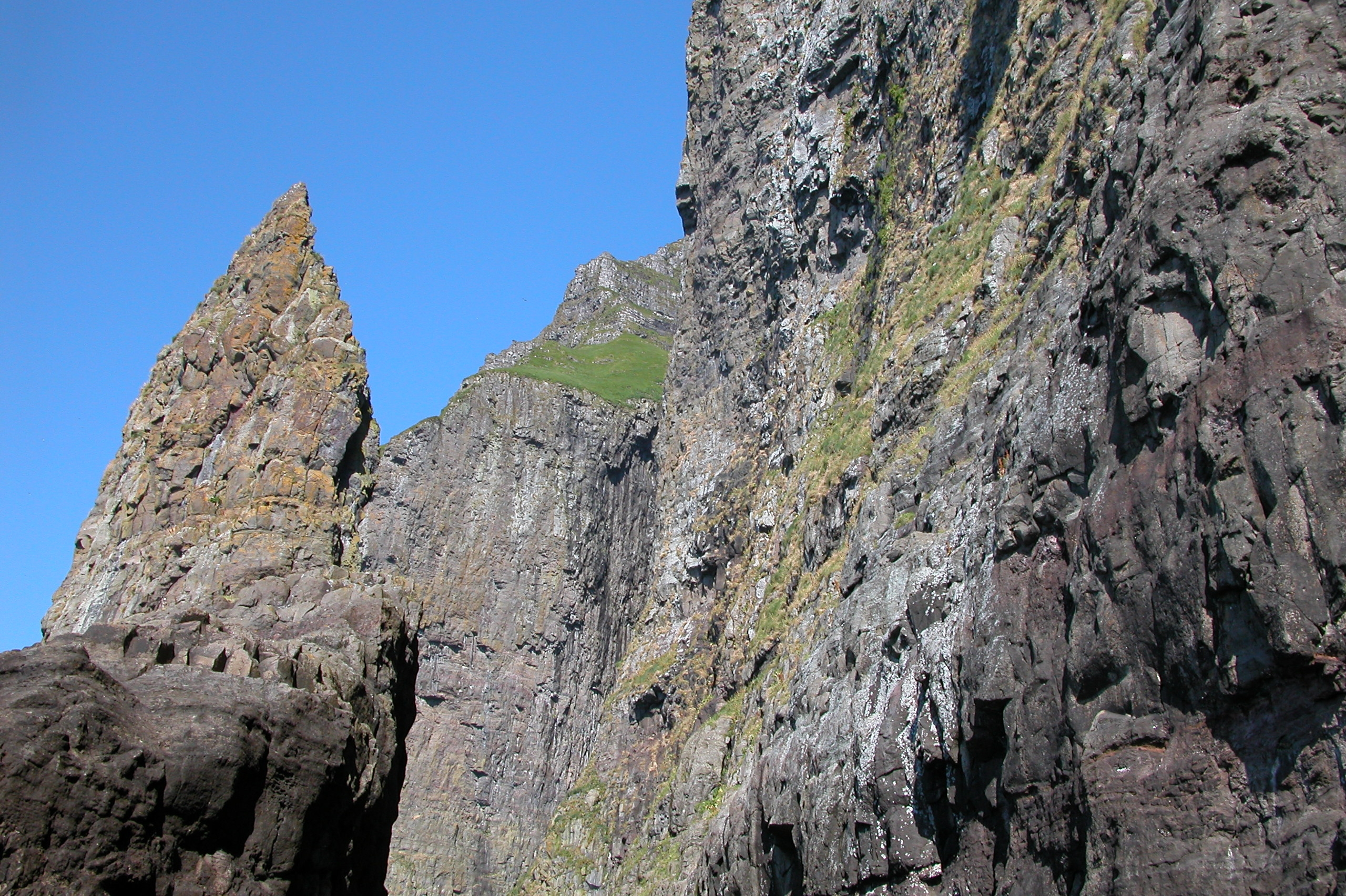
韦斯特曼纳悬崖
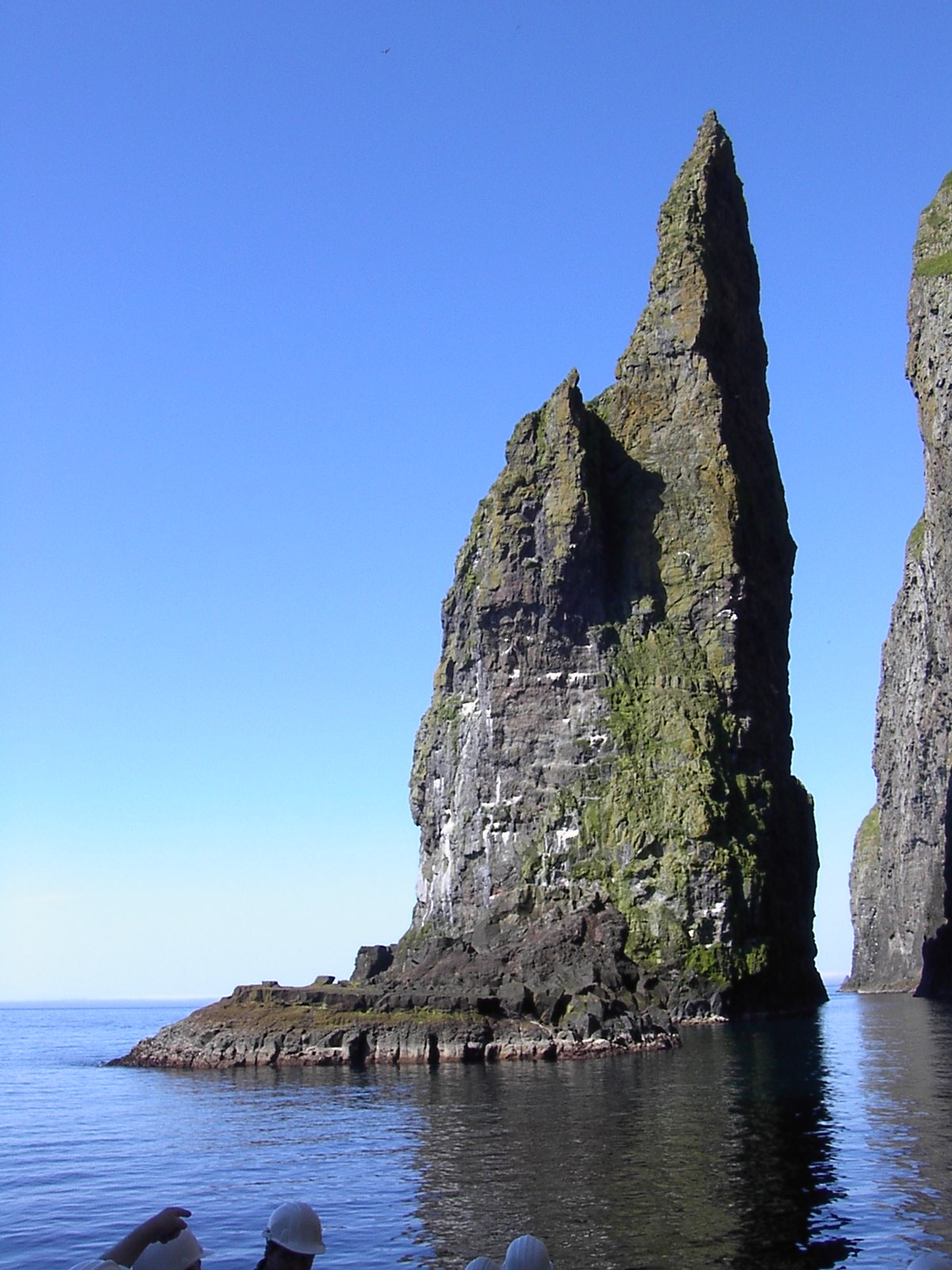
韦斯特曼纳西边的海栈
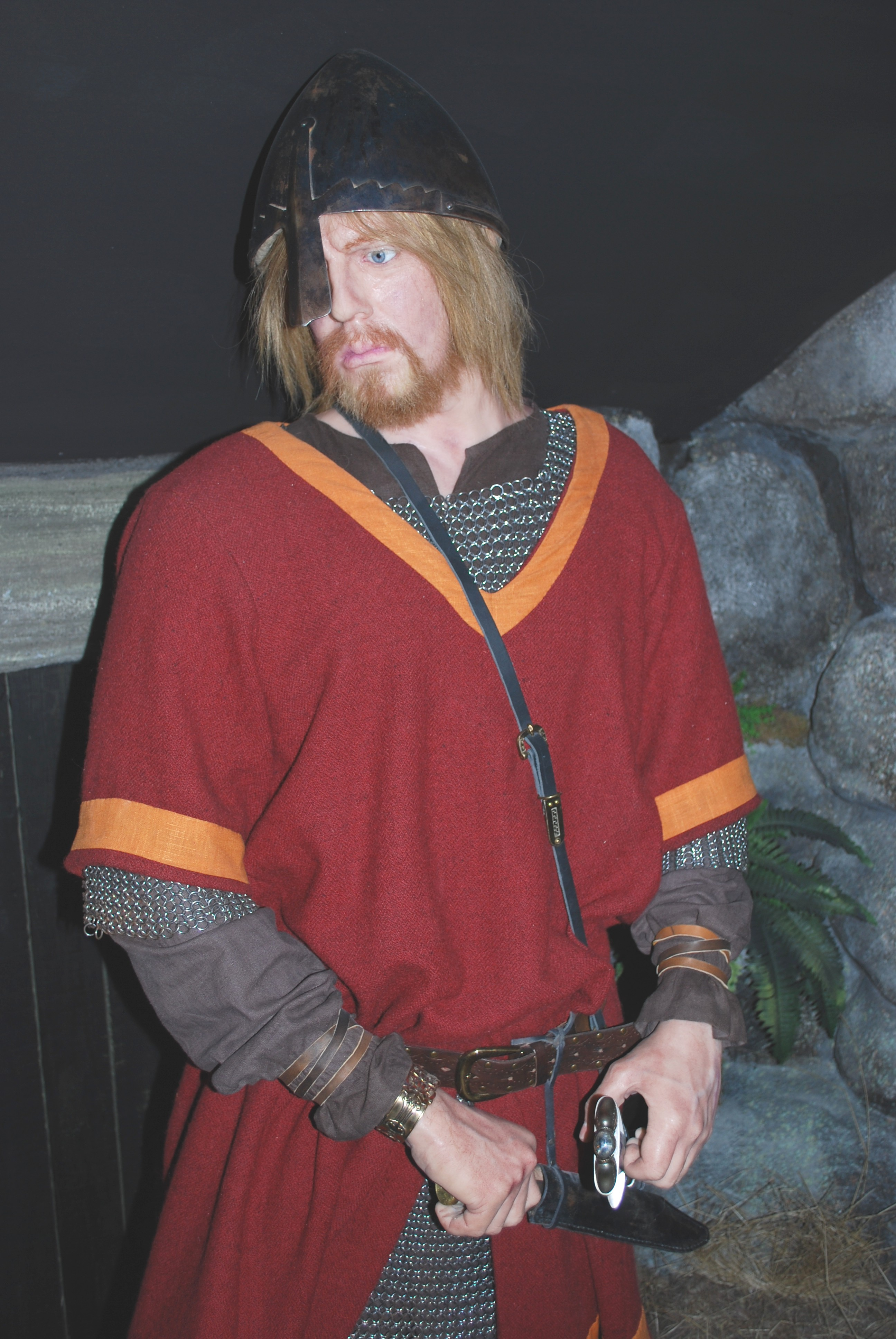
维京蜡像博物馆
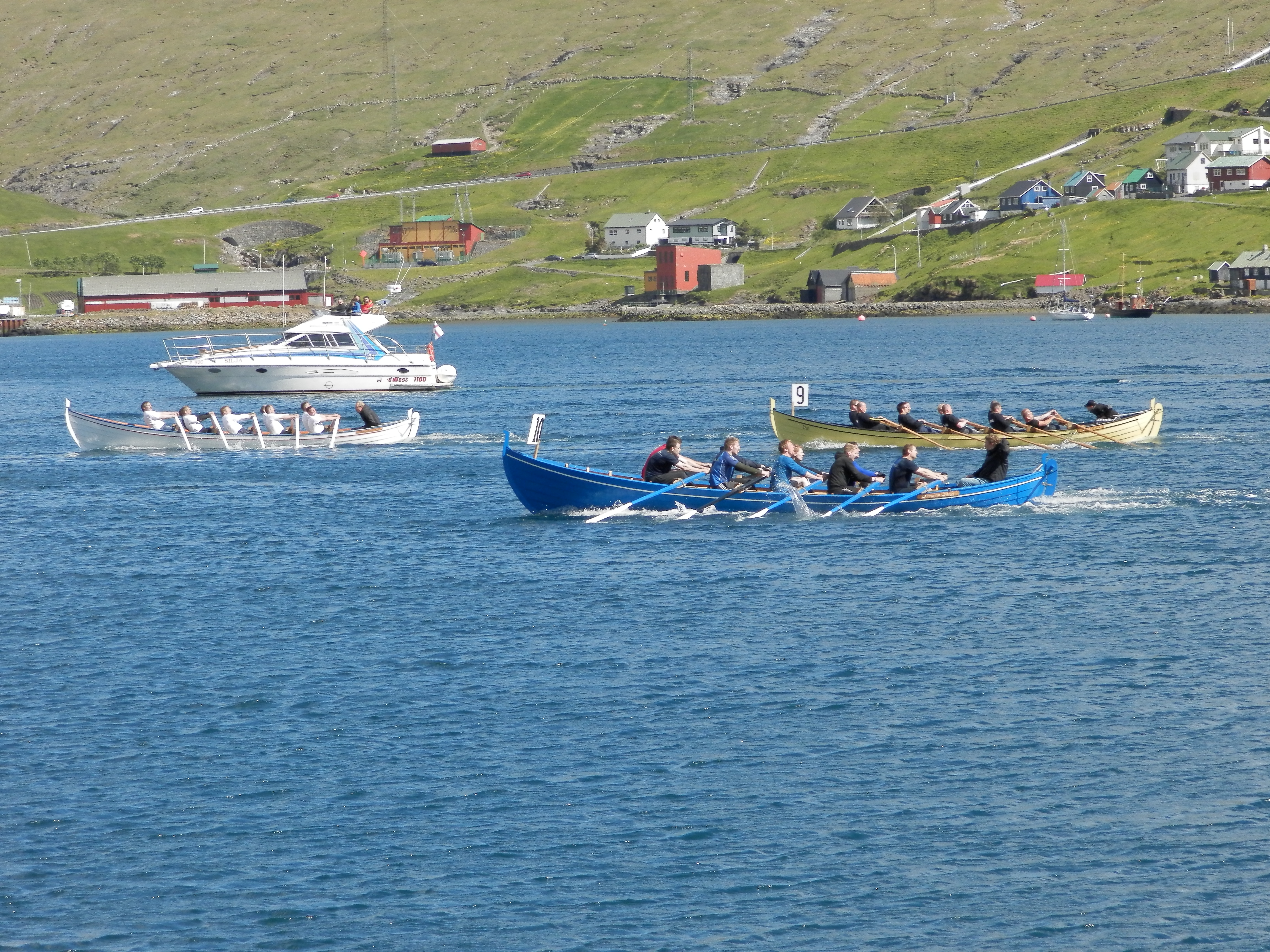
划艇比赛
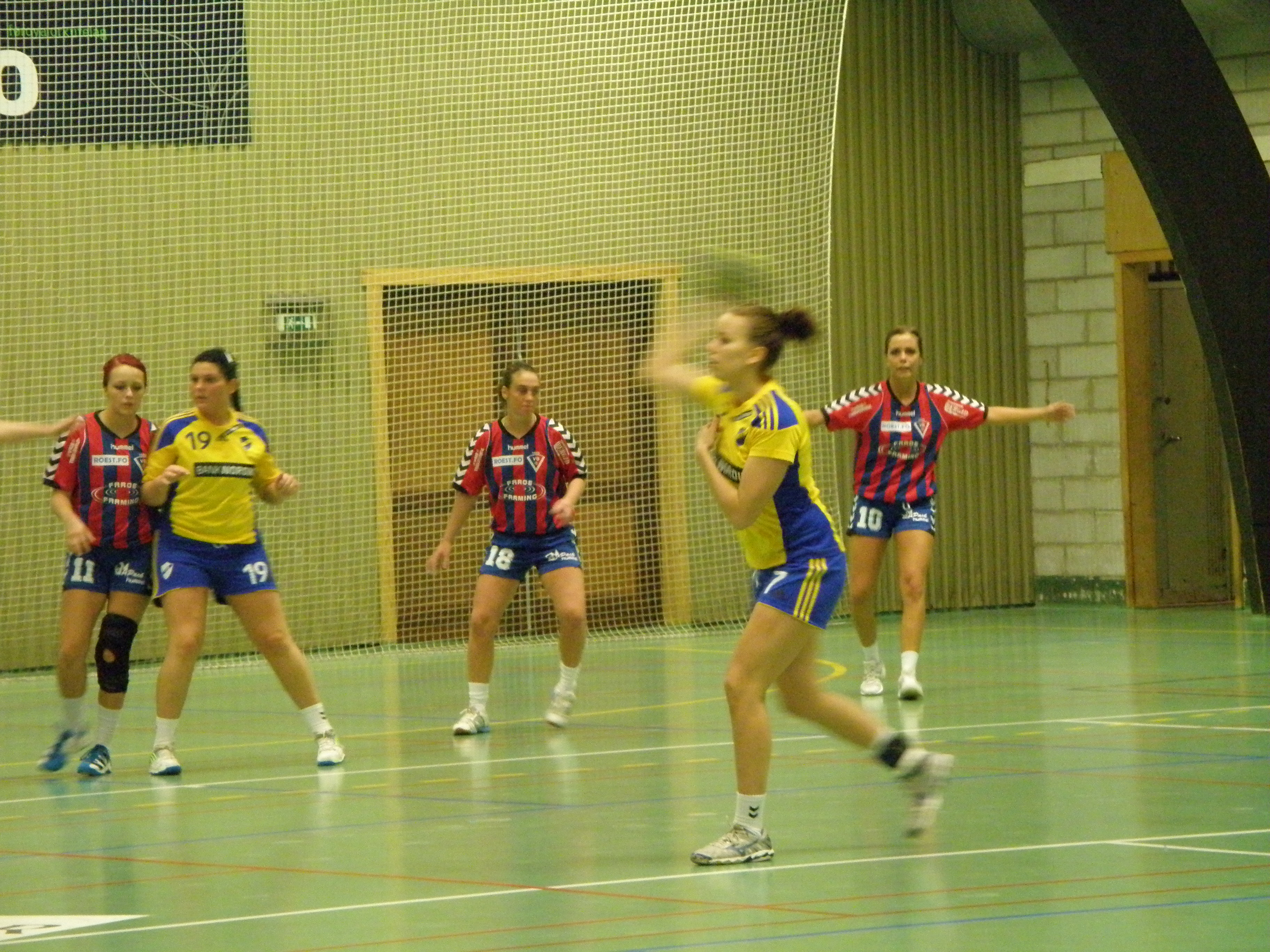
来自韦斯特曼纳的手球队（黄蓝球衣）参加比赛